# Jaroslav Jurka
Jaroslav Jurka (* 8. července 1949 Olomouc) je bývalý československý sportovní šermíř české národnosti, který kombinoval šerm kordem a fleretem. Jeho vnukem je šermíř Jakub Jurka.
Československo reprezentoval v 70. a 80. letech 20. století. Na letních olympijských hrách startoval v letech 1976 a 1980 v šermu kordem a fleretem. O účast na olympijských hrách v roce 1984 ho připravil bojkot LOH ze strany východního bloku. V roce 1985 obsadil na mistrovství světa v soutěži jednotlivců v šermu kordem druhé místo.
Český šermířský svaz jej prohlásil nejvýraznější šermířskou osobností – získal[kdy?] přízvisko Šermíř století. V květnu 2018 obdržel Cenu města Olomouce za rok 2017 „za dlouholetou sportovní činnost“.